# 日本プロレス殿堂会
日本プロレス殿堂会は、2020年2月20日に発足した中立組織。
日本プロレスの文化継承・レジェンドの功績を後世に伝えること・歴史を作った先人・引退したプロレスラーをサポートすることなど日本プロレスの歴史を後世に残すための発足された。

## 概要
2020年
2月20日に、天龍源一郎・長州力・藤波辰爾の二世であり藤波の長男でプロレスラーであるLEONA・天龍の長女でルネッサンス株式会社社長の嶋田紋奈・長州の義子で株式会社リキプロ 代表取締役の池野慎太郎が出席。日本プロレス殿堂会は『二世会』が中心となって設立されたものである。賛同メンバーにはジャイアント馬場（管理代表）、アントニオ猪木、藤波辰爾、天龍源一郎、長州力。協力団体は新日本プロレス、全日本プロレス、大日本プロレス、ドラゴンゲート、DDTプロレスリング、プロレスリング・ノア、2AW、WRESTLE-1（翌月に活動終了）が名を連ねた。「日本プロレス殿堂会」と共に『日本プロレス殿堂会サポートクラブ』も発足する。運営は『二世会』、日本プロレス殿堂会実行委員会が行う。ゆくゆくは法人化する予定。
2021年
2月、有観客によるイベント「レジェンドサミット vol.1」を予定していたが、アントニオ猪木が入院のため出演中止となり、新型コロナウイルス感染防止拡大のため4月に延期となった。出演者として藤波、長州、小橋建太、田上明、越中詩郎、ザ・グレート・カブキが参加した。当初出演予定として発表されていた天龍は入院のため、小林邦昭は数日前から微熱が続くため欠席となった。
9月11日、2021年度の殿堂入り受賞者を発表。
9月14、15日に後楽園ホールで『LEGACY』開催し授賞式を行った。参加団体は休止したW-1を除いた上記7団体に加え、みちのく、ZERO1が参加し提供試合（試合順は団体設立順）、その他の団体選抜選手・フリーランスによるバトルロイヤルが敢行された。
12月、公式サイトがリニューアルに伴い更新を休止。POWER FOR THE RING（クラウドファンディングサイト）閉鎖。
2022年
2月に予定していた公式サイトのリニューアルが大幅に遅れ、告知なく6月末をもって公式サイトが全閉鎖される。
7月29日、新設サイトの開設を発表。会費はロイヤルとサポーターの2種によるサブスクリプション制となり、ゴールド会員が廃止となった。
10月1日、賛同メンバーであるアントニオ猪木が死去。
10月10日、第2回興行『LEGACY II』開催。当初は10月9日、10日の2日間の開催を予定しチケットを販売していたが、運営側の諸事情から10日のみの開催となった。
第2回興行にて2023年10月9日・昼に第3回興行『LEGACY III』開催が発表されたが、以降チケットの販売、開催有無の詳細アナウンスもない。
2023年
2月19日に「レジェンドサミットVol.2」を開催予定だったが、参加予定だった天龍源一郎が敗血症性ショックの治療により参加が困難になったため延期となっている。天龍は6月に退院し公の場にも姿を見せているが、延期後のスケジュールなどのアナウンスはない。

## 殿堂入り
| 年度   | 表彰者               | インダクター | 表彰     |
| ------ | -------------------- | ------------ | -------- |
| 2021年 | アントニオ猪木       | 藤波辰爾     | 9月14日  |
| 2021年 | 藤波辰爾             | 木村健悟     | 9月14日  |
| 2021年 | 天龍源一郎           | 小橋建太     | 9月14日  |
| 2021年 | ジャイアント馬場     | 和田京平     | 9月15日  |
| 2021年 | ジャンボ鶴田         | 和田京平     | 9月15日  |
| 2021年 | 長州力               | 天龍源一郎   | 9月15日  |
| 2022年 | マサ斎藤             | 長州力       | 10月10日 |
| 2022年 | グレート小鹿         | 和田京平     | 10月10日 |
| 2022年 | ザ・グレート・カブキ | 越中詩郎     | 10月10日 |

## 日本プロレス史70周年記念大会
LEGACY（レガシー）は、日本プロレス殿堂会による初の主催興行である。各団体協力のもと後楽園ホール2連戦で開催。
初日は2AW、NOAH、大日本、みちのく、新日本の提供試合とバトルロイヤルの6試合が組まれ、2日目はZERO1、DRAGONGATE、DDT、全日本、日本プロレス殿堂会の提供試合とバトルロイヤルの6試合の開催となった。
新型コロナウイルス感染拡大防止のガイドラインに基づいた入場制限での開催となった。
| 2021年9月14日 | 2021年9月14日 | 入場者数=514人 | 2021年9月15日 | 2021年9月15日 | 入場者数=583人 |
| 2AW 提供試合（30分1本勝負） | 2AW 提供試合（30分1本勝負） | 2AW 提供試合（30分1本勝負） | ZERO１提供試合（30分1本勝負） | ZERO１提供試合（30分1本勝負） | ZERO１提供試合（30分1本勝負） |
| ○滝澤大志 真霜拳號 | 10分2秒 ムーンサルト・プレス →片エビ固め | 吉田綾斗 吉野コータロー● | ○田中将斗 菅原拓也 | 10分29秒 スライディングD →片エビ固め | ハートリー・ジャクソン 北村彰基● |
| プロレスリング・ノア提供試合（30分1本勝負） | プロレスリング・ノア提供試合（30分1本勝負） | プロレスリング・ノア提供試合（30分1本勝負） | DRAGON GATE提供試合（30分1本勝負） | DRAGON GATE提供試合（30分1本勝負） | DRAGON GATE提供試合（30分1本勝負） |
| ○宮脇純太 丸藤正道 | 11分50秒 ファルコンアロー →片エビ固め | 岡田欣也 矢野安崇● | ○YAMATO ドラゴン・キッド Ben-K | 9分45秒 全知全能のフランケンシュタイナー | KAI● SB KENTo ディアマンテ |
| 大日本プロレス提供試合（30分1本勝負） | 大日本プロレス提供試合（30分1本勝負） | 大日本プロレス提供試合（30分1本勝負） | DDT提供試合（30分1本勝負） | DDT提供試合（30分1本勝負） | DDT提供試合（30分1本勝負） |
| 橋本大地 神谷英慶 ●青木優也 | 9分27秒 ダイビング・エルボードロップ →片エビ固め | 中之上靖文○ 岡林裕二 関本大介 | ○HARASHIMA 吉村直巳 | 11分25秒 蒼魔刀 →体固め | 納谷幸男● 岡谷英樹 |
| みちのくプロレス提供試合（30分1本勝負） | みちのくプロレス提供試合（30分1本勝負） | みちのくプロレス提供試合（30分1本勝負） | 全日本プロレス提供試合（30分1本勝負） | 全日本プロレス提供試合（30分1本勝負） | 全日本プロレス提供試合（30分1本勝負） |
| のはしたろう ○日向寺塁 | 9分42秒 逆エビ固め | MUSASHI 川村興史● | ○ジェイク・リー 大森北斗 | 13分33秒 D4C →片エビ固め | 諏訪魔 田村男児● |
| 新日本プロレス提供試合（30分1本勝負） | 新日本プロレス提供試合（30分1本勝負） | 新日本プロレス提供試合（30分1本勝負） | 日本プロレス殿堂会提供マッチ（30分1本勝負） | 日本プロレス殿堂会提供マッチ（30分1本勝負） | 日本プロレス殿堂会提供マッチ（30分1本勝負） |
| ○永田裕志 田口隆祐 | 13分33秒 ナガタロックⅣ | マスター・ワト 天山広吉● | 藤原喜明 AKIRA ○佐藤耕平 入江茂弘 | 12分44秒 パイルドライバー →片エビ固め | 藤波辰爾 越中詩郎 新崎人生 阿部史典● |
| 時間差バトルロイヤル（17人参加／30分) | 時間差バトルロイヤル（17人参加／30分) | 時間差バトルロイヤル（17人参加／30分) | 時間差バトルロイヤル（16人参加／30分） | 時間差バトルロイヤル（16人参加／30分） | 時間差バトルロイヤル（16人参加／30分） |
| ○望月成晃 <5> | 24分28秒 三角蹴り →片エビ固め | 木高イサミ● <14> | ○菊タロー <5> | 21分8秒 エビ固め | 葛西純● <12> |
| タイガー戸口<8>、“brother”YASSHI<12>、河上隆一<3>、飯野“セクシー”雄貴with男色“ダンディ”ディーノ<6>、河野真幸<11>＆石川雄規<13>、青柳亮生<1>、綾部蓮<2>、井上雅央<7>、グルクンマスク<15>＆怨霊<16>、TORU<4>＆北村彰基<10>、翔太<17>、吉江豊<9> | タイガー戸口<8>、“brother”YASSHI<12>、河上隆一<3>、飯野“セクシー”雄貴with男色“ダンディ”ディーノ<6>、河野真幸<11>＆石川雄規<13>、青柳亮生<1>、綾部蓮<2>、井上雅央<7>、グルクンマスク<15>＆怨霊<16>、TORU<4>＆北村彰基<10>、翔太<17>、吉江豊<9> | タイガー戸口<8>、“brother”YASSHI<12>、河上隆一<3>、飯野“セクシー”雄貴with男色“ダンディ”ディーノ<6>、河野真幸<11>＆石川雄規<13>、青柳亮生<1>、綾部蓮<2>、井上雅央<7>、グルクンマスク<15>＆怨霊<16>、TORU<4>＆北村彰基<10>、翔太<17>、吉江豊<9> | 空牙<3>、火野裕士<14>、高岩龍一<9>＆井土徹也<11>、リッキー・フジ<8>、芦野祥太郎<2>、竹田誠志<1>、神谷英慶<7>、矢野啓太<13>＆LEONA<15>、のはしたろう<6>＆ビッグ・THE・良寛<10>、拳剛<4>、佐藤光留<16> | 空牙<3>、火野裕士<14>、高岩龍一<9>＆井土徹也<11>、リッキー・フジ<8>、芦野祥太郎<2>、竹田誠志<1>、神谷英慶<7>、矢野啓太<13>＆LEONA<15>、のはしたろう<6>＆ビッグ・THE・良寛<10>、拳剛<4>、佐藤光留<16> | 空牙<3>、火野裕士<14>、高岩龍一<9>＆井土徹也<11>、リッキー・フジ<8>、芦野祥太郎<2>、竹田誠志<1>、神谷英慶<7>、矢野啓太<13>＆LEONA<15>、のはしたろう<6>＆ビッグ・THE・良寛<10>、拳剛<4>、佐藤光留<16> |
| ※<番号>は登場順 | | | | | |
| 殿堂会セレモニー | 殿堂会セレモニー | 殿堂会セレモニー | 殿堂会セレモニー | 殿堂会セレモニー | 殿堂会セレモニー |